# Provincia de Varna
La provincia de Varna (en búlgaro: Област Варна), es una provincia u óblast ubicado al este de Bulgaria. Limita al norte con la provincia de Dobrich; al este con el mar Negro; al sur con la de provincia de Burgas y al oeste con la de Shumen.

## Geografía
Varna al este de la llanura del Danubio. Incluye partes del sur de Dobrogea, las partes orientales de la región y de los Balcanes. Limita con las regiones de Burgas, Varna y Shumen. Situado en el Mar Negro y cubre 3.820 kilómetros cuadrados, o 3.44 por ciento del país. El saldo de su territorio es 60,0% agricultura, 28,1% asentamientos forestales - 6,8%, carreteras y puertos - 2,3%, zonas de agua - 1,9% y el rendimiento - 0.9%.

## Subdivisiones
La provincia está integrada por doce municipios:
- Municipio de Aksakovo (capital: Aksakovo)
- Municipio de Avren (capital: Avren)
- Municipio de Beloslav (capital: Beloslav)
- Municipio de Byala (capital: Byala)
- Municipio de Dalgopol (capital: Dalgopol)
- Municipio de Devnya (capital: Devnya)
- Municipio de Dolni Chiflik (capital: Dolni Chiflik)
- Municipio de Provadia (capital: Provadia)
- Municipio de Suvorovo (capital: Suvorovo)
- Municipio de Valchi Dol (capital: Valchi Dol)
- Municipio de Varna (capital: Varna)
- Municipio de Vetrino (capital: Vetrino)